# Jeremy Powers
Jeremy Powers , né le 29 juin 1983 à Niantic (Connecticut), est un coureur cycliste américain, spécialiste du cyclo-cross, membre de l'équipe Rapha-Focus pour le cyclo-cross.

## Biographie
En août 2014, il annonce via son site internet la création de sa propre équipe, Aspire Racing. Son but est de promouvoir le cyclo-cross aux États-Unis et d'inciter les jeunes crossmen américains à continuer la discipline.

## Palmarès en cyclo-cross
- 2006-2007
  - Lower Allen Classic, Camp Hill
- 2007-2008
  - Grand Prix of Gloucester 1, Gloucester
  - Wissahickon Cross, Philadelphie
  - USGP of Cyclocross - Derby City Cup, Louisville
  - Baystate Cyclocross, Sterling
  - Verge NECCS #7, NBX GP, Rhode Island
- 2008-2009
  - FSA Star Crossed, Redmond
  - The Cyclo-Stampede, Burlington
  - Java Johnny's Cross, Middletown
  - Bio Wheels/United Dairy Farmers UCI Harbin Park, Cincinnati
  - Wissahickon Cross, Philadelphie
  - Centennial Park Cross 1, Etobicoke
- 2009-2010
  - USGP of Cyclocross Planet Bike Cup 1, Sun Prairie
  - Darkhorse Cyclo-Stampede International Cyclocross, Covington
  - Lionhearts International Cyclocross, Middletown
  - Harbin Park International, Cincinnati
  - Toronto International Cyclo-Cross 2, Toronto
  - The Cycle-Smart International 1, Northampton
  - Baystate Cyclocross 1, Sterling
  - Baystate Cyclocross 2, Sterling
  - USGP of Cyclocross - Portland Cup 2, Portland
- 2010-2011
  - USGP of Cyclocross #1 - Planet Bike Cup 1, Sun Prairie
  - USGP of Cyclocross #4 - Derby City Cup 2, Louisville
  - USGP of Cyclocross #7 - Portland Cup 1, Portland
  - USGP of Cyclocross #8 - Portland Cup 2, Portland
  - North American Cyclocross Trophy #3 - Grand Prix of Gloucester 1, Gloucester
  - Java Johnny's - Lionhearts International Cyclo-cross, Middletown
  - Bio Wheels / United Dairy Farmers Harbin Park International, Cincinnati
  - North American Cyclocross Trophy #5 - Boulder Cup C2 Cyclo-cross, Boulder
  - New England Championship Series #7 - Baystate Cyclo-cross 1, Sterling
  - New England Championship Series #8 - Baystate Cyclo-cross 2, Sterling
  - 3e du championnat des États-Unis de cyclo-cross
- 2011-2012
  -  Champion des États-Unis de cyclo-cross
  - Nittany Lion Cross, Breinigsville
  - Cross After Dark Series #3 - Gateway Cross Cup, Saint-Louis
  - New England Championship Series #4 - Grand Prix of Gloucester 2, Gloucester
  - USGP of Cyclocross #4 - New Belgium Cup 2, Fort Collins
  - USGP of Cyclocross #5 - Derby City Cup 1, Louisville
  - USGP of Cyclocross #6 - Derby City Cup 2, Louisville
  - USGP of Cyclocross #7 - Deschutes Brewery Cup 1, Bend
  - USGP of Cyclocross #8 - Deschutes Brewery Cup 2, Bend
  - Darkhorse Cyclo-Stampede International Cyclo-cross, Covington
  - Harbin Park International, Cincinnati
- 2012-2013
  - Nittany Lion Cross 1, Breinigsville
  - Cross After Dark Series #1 - CrossVegas, Las Vegas
  - USGP of Cyclocross #1 - Planet Bike Cup 1, Sun Prairie
  - USGP of Cyclocross #3 - New Belgium Cup 1, Fort Collins
  - USGP of Cyclocross #4 - New Belgium Cup 2, Fort Collins
  - USGP of Cyclocross #5 - Derby City Cup 1, Louisville
  - USGP of Cyclocross #6 - Derby City Cup 2, Louisville
  - NEPCX #1 - Grand Prix of Gloucester 1, Gloucester
  - NEPCX #3 - Providence Cyclo-cross Festival 1, Providence
  - NEPCX #5 - The Cycle-Smart International 1, Northampton
  - NEPCX #6 - The Cycle-Smart International 2, Northampton
  - New England Cyclo-Cross Series #6 - Baystate Cyclo-Cross 2, Sterling
  - Chicago Cyclocross Cup New Year's Resolution 1, Bloomingdale
- 2013-2014
  -  Champion des États-Unis de cyclo-cross
  - StarCrossed, Redmond
  - Trek Cyclo-Cross Collective Cup 1, Waterloo
  - NEPCX #1 - Grand Prix of Gloucester 1, Gloucester
  - NEPCX #2 - Grand Prix of Gloucester 2, Gloucester
  - NEPCX #3 - Providence Cyclo-cross Festival 1, Providence
  - Boulder Cup, Boulder
  - MudFund Derby City Cup 2, Louisville
  - The Jingle Cross Rock - Rock 1, Iowa
  - The Jingle Cross Rock - Rock 2, Iowa
  - Baystate Cyclo-cross, Sterling
  - North Carolina Grand Prix - Race 1, Hendersonville
  - North Carolina Grand Prix - Race 2, Hendersonville
- 2014-2015
  -  Champion des États-Unis de cyclo-cross
  - US Open of Cyclo-cross, Boulder
  - Boulder Cup, Boulder
  - Trek CXC Cup (1), Waterloo
  - Trek CXC Cup (2), Waterloo
  - Verge NECXS #1 - Grand Prix of Gloucester, Gloucester
  - Verge NECXS #2 - Grand Prix of Gloucester, Gloucester
  - Providence CX Festival (1), Providence
  - Ellison Park CX Festival (1), Rochester
  - Cincy3 Kings CX After Dark, Mason
  - Jingle Cross (2), Iowa City
- 2015-2016
  -  Champion des États-Unis de cyclo-cross
  -  Champion panaméricain de cyclo-cross
  - Ellison Park CX Festival #1, Rochester
  - GP of Gloucester #1, Gloucester
  - GP of Gloucester #2, Gloucester
  - KMC Cyclo-Cross Festival #1, Providence
  - Trek CXC Cup #1, Waterloo
  - Cincy3 - Kings CX After Dark, Mason
  - Jingle Cross #2, Iowa City
  - Kingsport Cyclo-cross Cup, Kingsport
- 2016-2017
  - Ellison Park CX Festival #1, Rochester
  - Ellison Park CX Festival #2, Rochester
  -  Médaillé d'argent aux championnats panaméricains de cyclo-cross
- 2017-2018
  - NBX Gran Prix of Cross #1, Warwick
  - 2e du championnat des États-Unis de cyclo-cross

## Palmarès sur route
- 2010
  - Classement général de la Green Mountain Stage Race